# Scopula safida
Scopula safida är en fjärilsart som beskrevs av Edward P. Wiltshire 1966. Scopula safida ingår i släktet Scopula och familjen mätare. Inga underarter finns listade.